# Ким Боп-Мин
Ким Боп-Мин (кореј. 김법민; 22. мај 1991) је стреличар из Јужне Кореје. На Летњим олимпијским играма 2012. године у Лондону освојио је бронзану медаљу у екипној конкуренцији. Са Универзијаде 2011. има једно злато и једну бронзу.